# Saurimo flygplats
Saurimo flygplats är en flygplats i Angola.   Den ligger i provinsen Lunda Sul, i den nordöstra delen av landet, 800 kilometer öster om huvudstaden Luanda. Saurimo flygplats ligger 1 096 meter över havet.
Terrängen runt Saurimo flygplats är platt. Närmaste större samhälle är Saurimo, 5,4 kilometer nordväst om Saurimo flygplats.
I omgivningarna runt Saurimo flygplats växer huvudsakligen savannskog. Runt Saurimo flygplats är det mycket glesbefolkat, med 2 invånare per kvadratkilometer.